# سلحفاة مشععة
سلحفاة مشععة (بالإنجليزية: Radiated tortoise)‏ (باللاتينية: Astrochelys radiata) هي نوع من السلاحف البرية، كانت تعيش بالأصل في جزيرة مدغشقر، إلا أنَّ السكان البشر استقدموها عمداً إلى جزرٍ أخرى من بينها موريشيوس وريونيون.